# Musée des Arts appliqués de Tachkent
Pour les articles homonymes, voir Musée des arts appliqués.

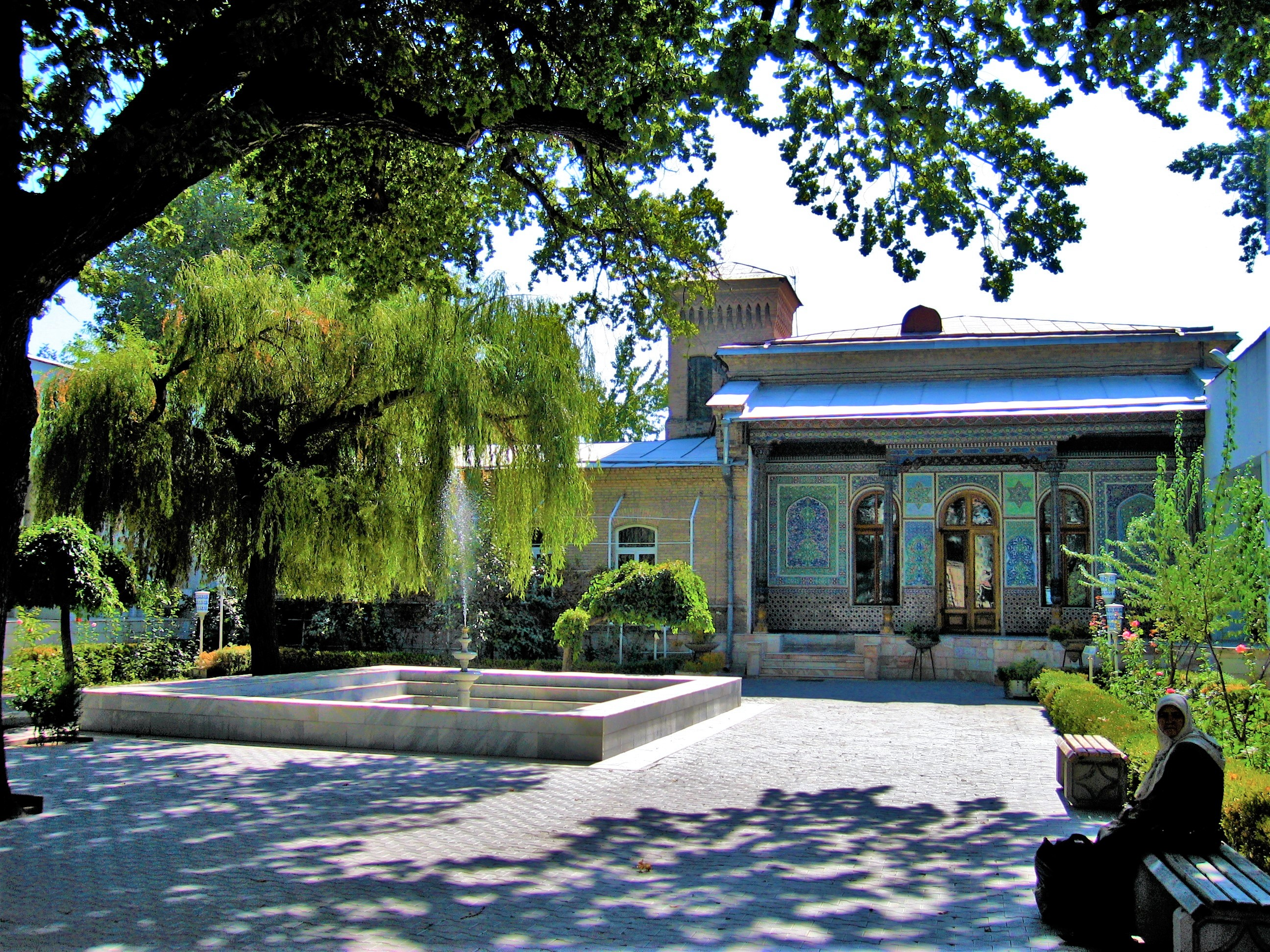
Cour intérieure du musée.

Le musée des Arts appliqués de Tachkent (en ouzbek Amaliy sana't muzeyi) est un musée ouzbek, créé en 1937, à l'époque soviétique.
Le musée est proche du centre de la capitale ouzbèke, dans la rue Rakatbochi.

## Bâtiment
Le musée a été installé dans l'ancienne demeure de Polovtsev, un diplomate russe du XIXe siècle. Attiré par l'architecture et l'art d'Ouzbékistan, celui-ci avait fait appel à de nombreux maîtres des principaux centres artistiques de l'Ouzbékistan (Tachkent, Samarcande, Boukhara, Khiva et Ferghana) pour lui construire le palais de ses rêves. Malheureusement pour lui, il fut muté ailleurs avant l'achèvement de la construction.
La résidence utilise de nombreuses techniques artistiques ouzbèkes et musulmanes, comme les poteaux en bois sculptés et même un mihrab dans la salle de réception, qui n'a qu'une vocation décorative puisqu'il n'est pas tourné vers La Mecque.
Des annexes ont été construites par la suite, après la reconversion des lieux en musée dès 1937.

## Collection
Le musée propose un large panel des arts appliqués d'Ouzbékistan à travers des objets datant des XIXe et XXe siècles : broderies et habits (suzani, tioubityeïka, goulkourpa, etc.), poteries et céramiques, mobilier, sculptures en bois, ferronnerie, bijoux, instruments de musique…